# Chard
Chard este un oraș în comitatul Somerset, regiunea South East, Anglia. Orașul se află în districtul South Somerset.